# 浅野春道
淺野 春道（あさの しゅんどう）は、江戸時代後期の尾張藩の医師、本草学者。男性。

## 生涯
尾張国一宮浅野の出身。明和6年（1769年）、医者の家に生まれた。浅井紫山の医学館で医術を学び、講師の野間林庵(5代)が浅野の面倒を見ていた。京都の小野蘭山に本草学を学び、さらに長崎に遊学した。帰郷後、名古屋の鍋屋町で町医者となる。
文化11年（1814年）、名古屋藩奥医師（藩医）に抜擢される。藩より居宅拝領があったが辞退し、元の家に住み続けた。奥医師として藩内の医師を監督する傍ら、珍しい品物や古銭を収集し、盆栽を愛し、変わった草花を好んだ。水谷豊文、大窪太兵衛、石黒済庵、岡林清達、柴田洞元、西山玄道、浅野文達、大河内存真らと定期的に本草会を開き、薬物の鑑定大会、『本草綱目』の講読等を行った（のちの嘗百社）。尾張本草学の中心人物の一人。
医術の門弟に三村玄澄、高田正敬などがいる。本草学の門弟には、水谷豊文らがいる。
天保11年（1840年）正月3日死去。芋やその切干が好物で、命日には墓前に供えられたという。

## 子孫
子孫は代々尾張藩医となった。次男の孚元、字を玄道は星野玄学の養子となり、彼もまた医者となった。昭和～平成年間にプロ野球で活躍した星野仙一は、玄道の玄孫（春道の来孫、五世の孫）である。